# ألمالو (خوي)
ألمالو هي قرية في مقاطعة خوي، إيران. يقدر عدد سكانها بـ 813 نسمة بحسب إحصاء 2016.